# Pralormo
Pralormo (piemontiul: Pralorm) település Olaszországban, Lombardia régióban, Torino megyében. Lakosainak száma 1896 fő (2023. január 1.). Pralormo Montà, Monteu Roero, Poirino, Santo Stefano Roero, Cellarengo és Ceresole Alba községekkel határos.

## Népesség
A település népességének változása:
| Lakosok száma | 1933 | 1948 | 1896 |
|               | 2017 | 2018 | 2023 |